# Vipera eriwanensis
Vipera eriwanensis är en ormart som beskrevs av Reuss 1933. Vipera eriwanensis ingår i släktet Vipera och familjen huggormar.

## Beskrivning
En mycket liten orm; hanen har en längd på omkring 29 cm, varav den korta svansen utgör 4 cm. Utseendet är variabelt: Normalt är kroppen grå till brun, med 54 till 78 mörka sicksackband från nacke till svansspets.

## Ekologi
Vipera eriwanensis är en bergslevande art, som lever på högstäpper på mellan 1 000 och 3 000 meters höjd. Den föredrar habitat som klippiga sluttningar, fuktiga stäppängar och buskbeväxta branter. Arten är levandefödare som kan få upp till 10 ungar per kull. Den går i vinterdvala mellan november och april/maj. Arten är dagaktiv, men under de varmaste månaderna tar den en paus mitt på dagen, och är endast aktiv under morgon och kväll.
Födan består av insekter, groddjur och små däggdjur.

## Utbredning
Utbredningsområdet omfattar Armenien, Azerbajdzjan och nordöstra Turkiet.

## Taxonomi
Vissa forskare betraktar arten som en synonym till någon av ängshuggormens (V. ursinii) underarter.
Arten indelas i följande underarter:
- Vipera eriwanensis eriwanensis (Reuss 1933)
- Vipera eriwanensis ebneri Knöpfler & Sochurek, 1955[6]

## Status
IUCN kategoriserar arten globalt som sårbar, och populationen minskar. Främsta orsaken är ökat betestryck, framför allt av får. På lägre höjder utgör ett ökat, högintensivt jordbruk ett ytterligare hot.